# Naturpark Nuthe-Nieplitz
Der südwestlich von Berlin gelegene Naturpark Nuthe-Nieplitz wurde im August 1999 eröffnet. Mit einer Ausdehnung von 623 km² nimmt der Park unter den insgesamt elf Naturparks in Brandenburg in der Fläche einen Mittelplatz ein. Das Landschaftsbild ist geprägt durch die feuchte Niederung der Flüsse Nuthe und Nieplitz, durch Wald und Ackerland mit kleinen märkischen Dörfern.

## Geschichte

### 1989 bis 1999
Nach der Wende erhielt der in Berlin-Kreuzberg lebende Biologe und Tierfotograf Karl Decruppe Besuch von Verwandten aus Seddin. Der Besuch stellte fest, dass sein Vorgesetzter, der Oberförster und Kreisnaturschutzbeauftragte Manfred Kroop, ebenfalls die Leidenschaft für die Natur und Tierfotografie teilte. Im Januar 1990 kam es zu einer ersten Begegnung zwischen Kroop und Decruppe. Sie mündete in einer jahrelangen Zusammenarbeit mit dem Ziel, die Landschaft der Nuthe-Nieplitz-Niederung zu bewahren. Eine erste Gefahr sahen beide in einem geplanten Golfplatz in Blankensee, dessen Planungen im September 1990 vorgestellt wurden. Im gleichen Monat erstellte Decruppe ein Konzept für ein Naturschutzprojekt, das kurz vor Weihnachten von der Bundesforschungsanstalt für Naturschutz und Landschaftsökologie befürwortet wurde. Daraufhin gründete sich mit Wirkung zum 7. Februar 1991 mit Sitz in Zauchwitz der Landschafts-Förderverein Nuthe-Nieplitz-Niederung e. V., die bei der ersten Vollmitgliederversammlung am 8. Mai 1990 Manfred Kroop zum Vereinsvorsitzenden wählten und Karl Decruppe zum Geschäftsführer bestellten. 1992 erhielt der Verein von Bund und Land für die naturverträgliche Entwicklung der Niederung rund 30 Millionen DM. Der Verein führte eine Biotopkartierung durch und erstellte ein Konzept für die Entwicklung von Blankensee. Dort hatte der Verein rund 3.000 ha Acker, Grünland, Wälder und Seen erworben, um diese naturverträglich zu entwickeln. Geplant war, insbesondere Flächen zu entsiegeln, Feuchtgebiete und Moore zu renaturieren und Bäume, Sträucher, Hecken, Feldgehölze und Kleingewässer wiederherzustellen. Anstelle eines geplanten Golfplatzes konnte eine 14 ha große Streuobstwiese angelegt und dort ein Jahr später darauf 1.100 Obstbäume gepflanzt werden. Der damalige Bundesminister für Umwelt, Naturschutz und Reaktorsicherheit Klaus Töpfer übernahm eine Baumpatenschaft. Im gleichen Jahr eröffnete der Verein am 15. Mai 1993 das Naturschutzzentrum in Stücken und konnte damit die Öffentlichkeitsarbeit intensivieren. Zeitgleich mit der Eröffnung des Zentrums erschien die erste Ausgabe der Vereinszeitschrift Land in Sicht. Entlang des Zentrums entstand mit dem Ortolan-Rundwanderweg ein erster Lehrpfad der Region. Im Ort entstand weiterhin eine Zucht für die Ostpreußische Skudde, eine der ältesten Hausschafrassen, die auf der Roten Liste der bedrohten Nutztierrassen steht. Im Folgejahr konnte der Verein die Rolls-Royce Group davon überzeugen, in den nächsten 10 Jahren jährlich einen Betrag von 50.000 DM zu spenden. Mit dem Geld wurde Land erworben, um dem bedrohten Schwarzstorch zu helfen.
1995 wurde das Naturschutzgebiet Nuthe-Nieplitz-Niederung mit zunächst 5.500 Hektar festgesetzt. In ihm arbeiten erstmals fünf Naturwächter, die Besucher über das Gebiet informieren. Außerdem gründet sich die Arbeitsgruppe Ornithologie, die sich zur aktivsten Gruppe Ehrenamtlicher entwickelt. 1996 erwarb der Verein den Riebener See und richtete eine weitere Streuobstwiese bei Stücken ein. Im gleichen Jahr stellte er sein Konzept für eine Integration von Verkehr und Tourismus in der Region fertig. Es sah vor, den ÖPNV im Projektgebiet zu verbessern, um Autofahrer zu ermuntern, auf Bus und Bahn umzusteigen. Weiterhin sollten zusätzliche Rundwanderwege die Attraktivität der Region verbessern. 1997 entstand ein Beobachtungsturm am Blankensee; eine weitere Streuobstwiese wurde zwischen Stücken und Körzin angelegt und die Waldschule in Stücken erweiterte das pädagogische Angebot für Kinder und Jugendliche. 1998 erwarb der Verein sowohl einen ehemaligen Truppenübungsplatz im Trebbiner Ortsteil Glau als auch in Jüterbog. Die insgesamt 850 Hektar Fläche gingen als erstes Grundstücksvermögen für Wildnisentwicklung in die Stiftung Naturlandschaften Brandenburg ein. Ein zweiter Beobachtungsturm am Pfefferfließ in Stangenhagen entstand; der Pfeffergraben in Rieben wurde renaturiert. Gleichzeitig wurde eine Anlage zur Schweinemast am Ufer des Riebener Sees vollständig zurückgebaut. Das Landschaftsschutzgebietes Nuthetal – Beelitzer Sander wurde ausgewiesen und bildete die Grundlage zur Gründung des Naturparks, der 1999 entstand: Die Eröffnungsfeier fand am 1. August 1999 im Schlosspark in Blankensee sowie auf der Nieplitzwiese hinter dem Bauernmuseum statt. Im selben Jahr wurde in Fresdorf eine weitere Anlage zur Schweine- und Rindermast zurückgebaut, die Fläche renaturiert, der Gröbener See erworben und in Glau das Wildgehege Glauer Tal auf dem ehemaligen Gelände des Truppenübungsplatzes eröffnet.

### 2000 bis 2009
2000 erwarb der Verein den Grössinsee sowie den Blankensee und setzte die Renaturierung der Polder in Stangenhagen fort. Dazu wurden das Schöpfwerk am Pfefferfließ abgerissen und die Zuwegung entfernt. Im gleichen Jahr übernahm die gemeinnützige Vereinstochter Wild und Landschaftspflege Glau das Wildgehege und kümmert sich seit dieser Zeit um die anfallende Landschaftspflege, die insbesondere die Trockenrasen, Nass- und Moorwiesen umfasst. 2001 und damit zum 10-jährigen Bestehen zog der Verein eine erste Bilanz: Von den angestrebten 3000 Hektar Fläche konnten bislang zwei Drittel gesichert und zahlreiche Gewässer renaturiert werden. Insgesamt wurden bislang 17 Millionen DM eingesetzt. Im März des Jahres konstituierte sich ein Stiftungsrat, der die weitere Arbeit begleiten sollte. Vorstandsvorsitzende wurde Annette Prochnow. 2002 baute der Verein am Riebener See eine weitere Anlage zurück, in der zur Zeit der DDR Entenvögel gemästet wurden. 2003 ergänzte der Verein den vorhandenen Wanderweg am Pfefferfließ durch einen Bohlenweg zu einem Rundwanderweg. Die Renaturierung am Riebener See wurde durch die Herstellung des ursprünglichen Abflusses weiter vorangetrieben, ein Wehr entfernt. Am Grössinsee baute der Verein eine weitere Entenmastanlage zurück. Die 1998 erworbene, 825 Hektar große Fläche in Jüterbog gelangte in die Stiftung Naturlandschaften Brandenburg. 2004 wurde das Naturschutzgroßprojekt abgeschlossen. Das Gebiet umfasste 14 Dörfer mit 12.500 Hektar Fläche, darunter 3500 Hektar Grünfläche, Ackerfläche, Wald und Gewässer. Auf dem Gebiet wurden rund 20 Kilometer Hecken gepflanzt, 20 Hektar Ackerfläche in Streuobstwiesen umgewandelt und rund 70 Hektar Kiefernwald weiterentwickelt.
2005 erfolgte ein Rückbau eines Gebäudekomplexes in Schönhagen. Gleichzeitig erstellte der Verein ein Konzept für ein Wild- und Naturerlebniszentrum im Glauer Tal, mit dessen Umsetzung ein Jahr später begonnen wurde. Im gleichen Jahr errichteten Handwerker einen Beobachtungssteg am Riebener See. Am 27. September 2006 konnte das Besucherzentrum im Glauer Tal eröffnet werden, das in den kommenden Jahren zum Besucherinformationszentrum des Naturparks ausgebaut wurde. Karl Decruppe, mittlerweile Leiter des Naturpark Hoher Fläming, wurde zum Vorsitzenden des Fördervereins gewählt. 2008 konnte der Verein ein EU-Life-Projekt umsetzen, um den Erhalt von Binnensalzstellen im Naturpark zu fördern. 2009 stand die Entwicklung des Pfefferfließ erneut im Fokus der Arbeiten. Dazu wurden Moorflächen durch einen besseren Wasserrückhalt verbessert und weitere Lebensräume für Fauna und Flora durch extensive Landwirtschaft geschaffen.

### 2010 bis 2019
Auf Grundlage eines Studentenwettbewerbs wurden 2010 die umliegenden Flächen um das Besucherzentrum Glauer Tal gestaltet. Nach Plänen von Anna Vogels und Franz Reschke entstanden die Glauer Felder, eine miniaturisierte und verdichtete Darstellung der unterschiedlichen Lebensräume im Naturpark. Im Gebäude selbst wurde ein Schaufenster Naturpark mit Produkten aus der Region eingerichtet. Im August des Jahres konnte die ersten Steinkäuze ausgewildert werden – sie konnten über 25 Jahre in der Region nicht mehr nachgewiesen werden. Ab 2011 wird das Projekt mit einer öffentlichen Förderung unterstützt. 2012 stellte der Verein einen ersten Teil einer Projektstudie für die Erhaltung der Moore in der Nuthe-Nieplitz-Niederung fertig. Im gleichen Jahr bauten Handwerker den ehemaligen Kommandoturm im Wildgehege Glauer Tal um und errichten darin eine Umweltbildungsstation. 2013 wurden die Glauer Felder der Öffentlichkeit übergeben und der zweite Teil der Projektstudie fertiggestellt. Einen schweren Verlust musste der Verein jedoch am 11. Oktober 2013 hinnehmen, als Karl Decruppe nach schwerer Krankheit verstarb. 2014 konnten insgesamt fünf Brutpaare des Steinkauzes nachgewiesen werden. Grundlage war ein im Jahr 2011 gestartetes Projekt, bei dem nicht – wie ansonsten üblich – Jungvögel ausgewildert wurden, sondern junge Pärchen ausgesetzt wurden. Diese bekamen im Naturpark ihren Nachwuchs und blieben als Familie zunächst zusammen. Gleichzeitig wurde eine sieben Hektar große Fläche um Saarmund renaturiert, die bislang durch die Bundesautobahn 10 vom Naturpark abgetrennt war. 2015 wurden die Glauer Felder um einen Spielplatz erweitert. Die Grundschule im nahegelegenen Blankensee erhielt gleichzeitig als erste Grundschule im Land Brandenburg die Auszeichnung als NaturParkSchule. Im gleichen Jahr wurden im Wildgehege Glauer Tal Zauneidechsen angesiedelt, die einem Neubau der Ortsumgehungsstraße bei Thryow (Bundesstraße 101) weichen mussten. Zum 25-jährigen Bestehen gab der Verein eine Informationsschrift heraus, die die bisherigen Leistungen zusammenfasst. Dazu zählen die naturverträgliche Nutzung von mehr als 3500 Hektar Fläche, die Regeneration von Moorlandschaften auf rund 500 Hektar Fläche, aber auch der Rückbau von mehr als 50.000 Tonnen Beton. Außerdem begannen im Jahr 2015 Aufforstungsarbeiten im Saarmunder Elsbruch, die 2016 abgeschlossen werden konnten. Am Riebener See entstand entlang des Rundweges eine Obstbaumallee. Im Jahr 2017 wurden der Jütchendorfer Bitterlingsteich entschlammt, Schilf und Gehölze entfernt und ein kleiner Rundweg angelegt. Mit den Arbeiten sollten die Lebensbedingungen des namensgebenden Bitterlings verbessert werden. Außerdem entstand am Körziner Weg eine Feldhecke am Wanderweg zwischen Körzin und Stücken. Angrenzend an den Kiefernforst wurden standortangepasste Baum- und Straucharten gepflanzt. Das Jahr 2018 stand im Zeichen der Dürre: Durch den fehlenden Niederschlag sanken in der Nuthe-Nieplitz-Niederung die Wasserstände und machten eine aufwändige Bewässerung erforderlich. Im gleichen Jahr wurden im Wildgehege Glauer Tal Bodenverbesserungen durchgeführt, um dem Brachpieper wieder ein attraktives Habitat zu bieten. Es gelang, den Steinkauz dauerhaft anzusiedeln; das Projekt wurde 2019 im Zuge der UN-Dekade Biologische Vielfalt ausgezeichnet. Außerdem entstand als Umweltbildungsprojekt eine Wander-App, die auf fünf Routen durch den Naturpark führt. Im gleichen Jahr musste in Berlin-Tempelhof ein Wildgehege im Franckepark aufgelöst werden. Das dortige Damwild konnte erfolgreich im Wildgehege Glauer Tal angesiedelt werden. Außerdem erhielt die Grundschule in Blankensee zum zweiten Mal die Auszeichnung als Naturparkschule.

### 2020 bis 2022
Bereits 2006 gab es Überlegungen, im Mündungsbereich des Königsgrabens Tremsdorf eine Wasserrückhaltung einzurichten. Nachdem die wasserrechtliche Erlaubnis im Jahr 2020 erteilt wurde, sollte mit den Arbeiten im Jahr 2022 begonnen werden. Bedingt durch die COVID-19-Pandemie in Deutschland baute das NaturParkZentrum sein digitales Bildungsangebot erfolgreich aus. Im Jahr 2021 konnten 45 Reviere des Steinkautzes nachgewiesen werden. Der Brutvogel ist demnach wieder heimisch geworden, besitzt aber auch zahlreiche natürliche Feinde. Um einen sich selbst erhaltenden Bestand zu gewährleisten, halten Experten 100 Brutpaare für erforderlich. Dieses Ziel kann nach Schätzungen der beteiligten Ornithologen mittelfristig erreicht werden.

## Lage und Strukturdaten

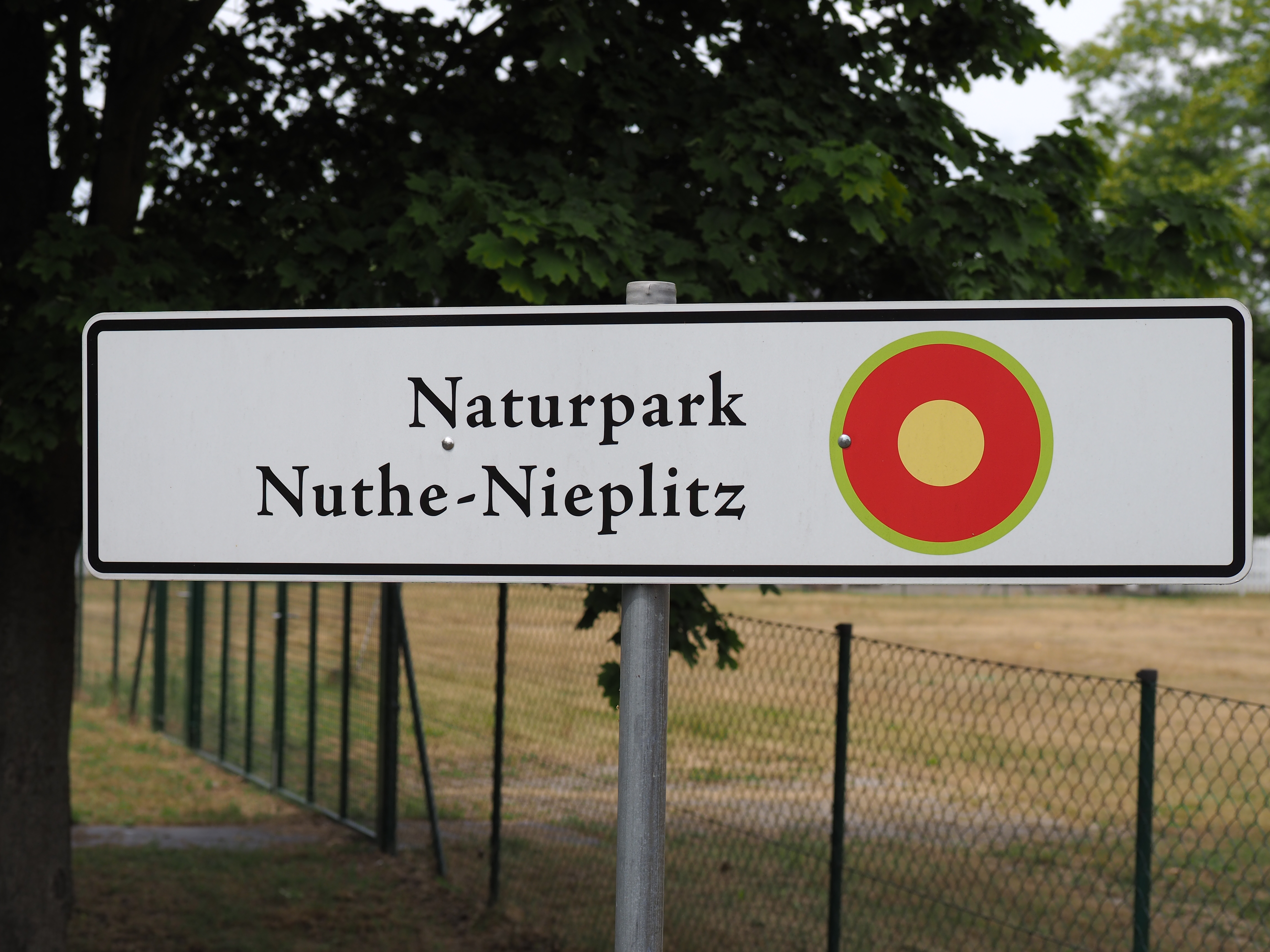
Eines von vielen Schildern, die den Naturpark markieren; hier am Ortseingang Blankensee.

Der Park liegt zwischen Fläming, Teltow (Landschaft) und Zauche im Baruther- und Nuthe-Urstromtal südwestlich von Berlin und südlich von Potsdam. Er liegt etwa zur Hälfte im Landkreis Potsdam-Mittelmark und im Landkreis Teltow-Fläming. Größere Orte im Park sind Saarmund, Beelitz und Treuenbrietzen. Praktisch auf der Grenze des Parks liegen Jüterbog, Kloster Zinna, Luckenwalde und Trebbin, dabei macht der Grenzverlauf um diese Städte jeweils einen Bogen und spart sie aus. Der Park wird im Norden durch die Bahnlinie zwischen Saarmund und Ahrensdorf begrenzt, am östlichen Rand liegen Siethen, Thyrow und Löwendorf. Die östliche Grenze verläuft weiter entlang der Bundesstraße 101 bis kurz vor Jüterbog, die südwestliche Grenze liegt ungefähr auf einer Linie Jüterbog – Treuenbrietzen, die westliche Grenze bilden die Orte Nichel, Deutsch Bork, Alt Bork, Schäpe, Beelitz, Beelitz-Heilstätten, Seddin und Wildenbruch.
Ein erheblicher Teil der Parkfläche entfällt auf die Großgemeinde Nuthe-Urstromtal. Vierzehn der dreiundzwanzig Dörfer und rund zwei Fünftel der mit 335 km² sehr ausgedehnten Fläche dieser Gemeinde liegen im Naturpark. Mit 13.265 ha nehmen Naturschutzgebiete 21 % und mit 41.700 ha ein Landschaftsschutzgebiet weitere 65 % der Gesamtfläche des Parks (62.323 ha) ein. Davon entfallen 25 % auf Ackerland, 28 % auf Grünflächen, 41 % auf Wald und 2 % auf Wasserflächen. Die gesamte Einwohnerzahl lag mit Stand 2003 bei rund 30.000, was einer Bevölkerungsdichte von 28 EW/km² entspricht. Der Durchschnitt in Deutschland liegt vergleichsweise mit 231 EW/km² um das Achtfache höher und Berlin kommt auf 3.800 EW/km².

## Entstehung und Charakterisierung

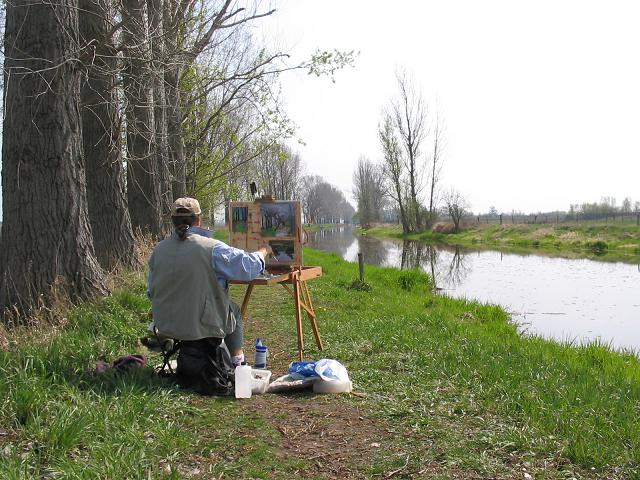
Nuthe bei Saarmund

Das zentrale Gebiet des Naturparks, die Nuthe-Nieplitz-Niederung, wurde vor ca. 20.000 Jahren am Ende der Weichsel-Eiszeit als Zwischenurstromtal der abtauenden Gletscher geformt. Die Wassermassen und die wandernden Gletscher hinterließen zwischen der Endmoräne Fläming beziehungsweise dem vorgelagerten Baruther Urstromtal und dem Berliner Urstromtal die Hochplateaus Zauche am westlichen und Teltow am östlichen Rand der Niederung als flachwellige Ablagerungen aus Geröll, Mergel und Sand, die von der Niederung geteilt werden. Reste von Endmoränen bilden in dem Schmelzwassertal kleinere Erhebungen wie den höchsten Berg im Park, den 103 Meter hohen Vorderen Löwendorfer Berg oder die in der flachen Landschaft markanten Glauer Berge mit einer Höhe von rund 90 Metern, die sich als kleiner „Gebirgszug“ über vier Kilometer Länge zwischen dem Blankensee und der Nuthe bei Kleinbeuthen erstrecken. Tiefer, typisch märkischer Sand bildet die Oberfläche der kiefernbestandenen Berge.
Namensgeber des Jungmoränenlandes sind die Flüsse Nuthe und Nieplitz, die sein charakteristisches Landschaftsbild mit feuchten Wiesen, sumpfigen Niederungen, flachen Seen und Bewässerungskanälen prägen; mehrere kleinere Elsbrüche wie das Siethener und das Saarmunder Elsbruch bieten der Schwarzerle ihren bevorzugten feuchten Lebensraum. Felder, Streuobstwiesen, kleinere Berge und Hügel, Schafherden, Wassermühlen, Dörfer und naturbelassene Eschen-Alleen bilden gemeinsam mit einem kleinräumigen Wechsel der Biotope eine abwechslungsreiche und stille Kulturlandschaft.

## Schutzgebiete im Park

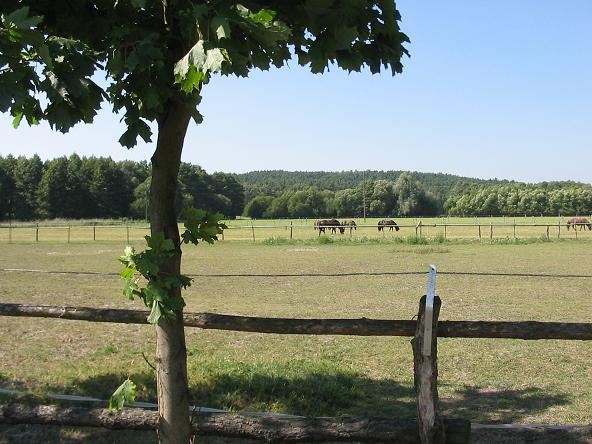
Bei Mietgendorf, im Hintergrund Ausläufer der Glauer Berge

### Naturschutzgebiete, Übersicht
Im Naturpark gibt es folgende sechs Naturschutzgebiete (NSG), die insgesamt einen Anteil von 21 % an der Gesamtfläche des Naturparks haben:
1. NSG Nuthe-Nieplitz-Niederung, ca. 5.800 Hektar (Kerngebiet des Naturparks mit dem Zusammenfluss von Nuthe und Nieplitz),
2. NSG Oberes Pfefferfließ, ca. 250 Hektar,
3. NSG Zarth, ebenfalls ca. 250 Hektar,
4. NSG Forst Zinna Jüterbog-Keilberg, ca. 8.130 Hektar,
5. NSG Rauhes Luch, ca. 42 Hektar,
6. NSG Bärluch, ca. 160 Hektar.
7. (NSG Dobbrikower Wiesen und Weinberg, rund 50 Hektar (geschätzt); das Unterschutzstellungsverfahren wurde 2007 eingestellt.)

#### NSG Nuthe-Nieplitz-Niederung

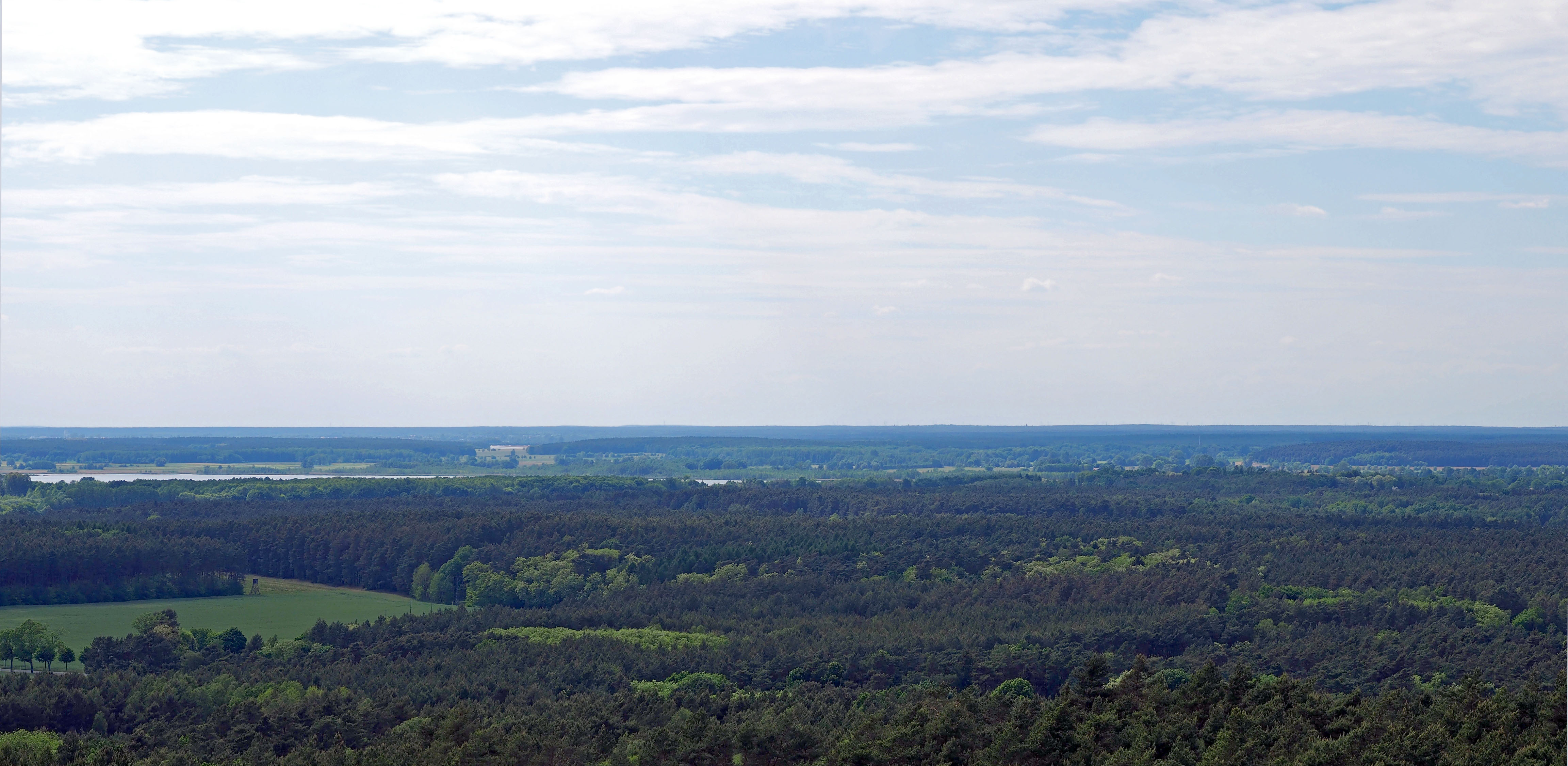
Blick vom Löwendorfer Berg nach Nordwesten in das Naturschutzgebiet Nuthe-Nieplitz. Links ist der Blankensee zu sehen.

Das NSG Nuthe-Nieplitz-Niederung als Kerngebiet des Naturparks liegt am Oberlauf von Nuthe und Nieplitz, die am Gröbener Kietz zusammenfließen und eine offene, von feuchten Wiesen und Flachmooren durchsetzte Landschaft bilden. Landwirtschaftlich genutzte Felder, Wälder und die unten genannten naturbelassenen Stillgewässer mit ihren ausgedehnten Schilfgürteln ergänzen die landschaftstypischen kleinräumigen Biotope, die für eine große Artenvielfalt sorgen. Der Löwendorfer Berg und die Glauer Berge liegen in diesem Teil des Parks und lockern die flache Landschaft auf. Das NSG reicht von Dobbrikow im Süden bis ungefähr zum Berliner Autobahnring, der A 10 im Norden. Im Osten wird das Gebiet durch das Pfefferfließ und die von der Nieplitz durchflossene Seenkette begrenzt. Die westliche Grenze liegt ungefähr auf der Linie Rieben – Kähnsdorf. Neben dem größten See des Naturparks, dem Blankensee, gehören Flachseen wie das Poschfenn, der Katzwinkel oder der Fresdorfer See zum Naturschutzgebiet. Diese Kleingewässer liegen in sumpfigen Niederungen am Saarmunder Endmoränenbogen, der die Zauche im Osten zur Nuthe-Nieplitz-Niederung abschließt.
Das Naturschutzgebiet ist darüber hinaus auch Bestandteil des Europäischen Vogelschutzgebietes Nuthe-Nieplitz-Niederung.

#### NSG Oberes Pfefferfließ
Das im Oberlauf stark mäandrierende Pfefferfließ ist ein rechter Zufluss der Nieplitz und bildet das rund 250 ha große NSG Oberes Pfefferfließ, das seit April 2003 als Naturschutzgebiet ausgewiesen ist. Die Maßnahmen der entsprechenden Verordnung vom 14. April 2003 zum Schutz des  Naturschutzgebietes, das naturräumlich zur «Luckenwalder Heide» gehört und eine wichtige Rolle im regionalen Biotopverbund spielt, führten zu einer bereits sichtbaren naturnahen Fließgewässermorphologie mit extensiv genutzten Pufferzonen. Bei hohem Grundwasserstand fließt der Bach auf alluvialem Boden (Flachmoortorf auf Sand bei nahem Grundwasser) durch weite Schilfbestände und Seggenriede. Reste eines heute in Brandenburg sehr seltenen Stieleichen-Hainbuchenwaldes und Trockenrasenflächen ergänzen das derzeitige Naturbild. Die Verordnung ist ausführlich im Beitrag Pfefferfließ wiedergegeben.

#### NSG Zarth

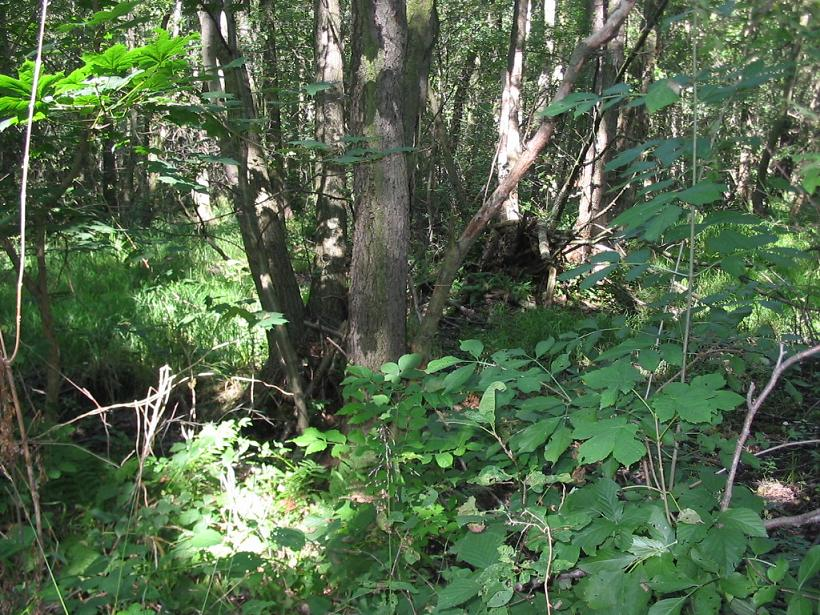
Schwarzerlen im NSG Zarth

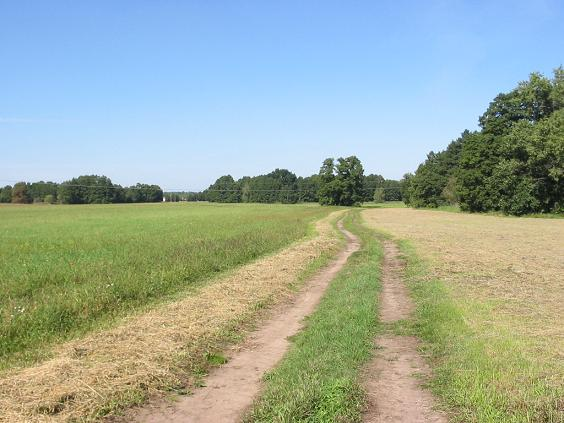
Zwischen Treuenbrietzen und dem NSG Zarth

Von ganz anderem Charakter als die Nuthe-Nieplitz-Niederung und das Pfefferfließ ist das NSG Zarth: ein fast urwaldähnliches, feuchtes und dichtes Waldgebiet, das mit seinem weitgehend unzugänglichen Bruchwald an den Spreewald erinnert. Das sumpfige Gebiet, dessen Name von slawisch „tschert“ od. „tschort“ = Teufel kommt und Teufelswald bedeuten könnte, liegt östlich von Treuenbrietzen unmittelbar unter den Quellgebieten des nördlichen Fläminghanges im Baruther Urstromtal. Mehrere Fließe entspringen im NSG und bilden Tümpel und kleinere Seen.
An den feuchtesten Stellen finden sich die biotop-typischen Schwarzerlen und Eschen und in etwas höheren Lagen ein Stieleichen-Hainbuchenwald. An die 340 Pflanzenarten wurden gezählt, darunter alleine fünf verschiedene Orchideenarten. Die Europäische Sumpfschildkröte findet die nötigen klaren Bäche vor und der sehr seltene Schwarzstorch die bevorzugten Verstecke im dichten Wald. Das besonders geschützte NSG Zarth kann und darf nur auf einem Weg durchquert werden, der Treuenbrietzen mit dem südöstlich gelegenen Dorf Bardenitz verbindet.
Das NSG Zarth soll der Natura 2000 unterstellt werden, die ein länderübergreifendes Schutzgebietssystem innerhalb der Europäischen Union bezeichnet, das aus den Special Areas of Conservation (SAC) der Fauna-Flora-Habitat-Richtlinie (FFH-RL) von 1992 und den Special Protected Areas (SPA) der Vogelschutz-Richtlinie von 1979 gebildet wird.

#### NSG Forst Zinna Jüterbog-Keilberg

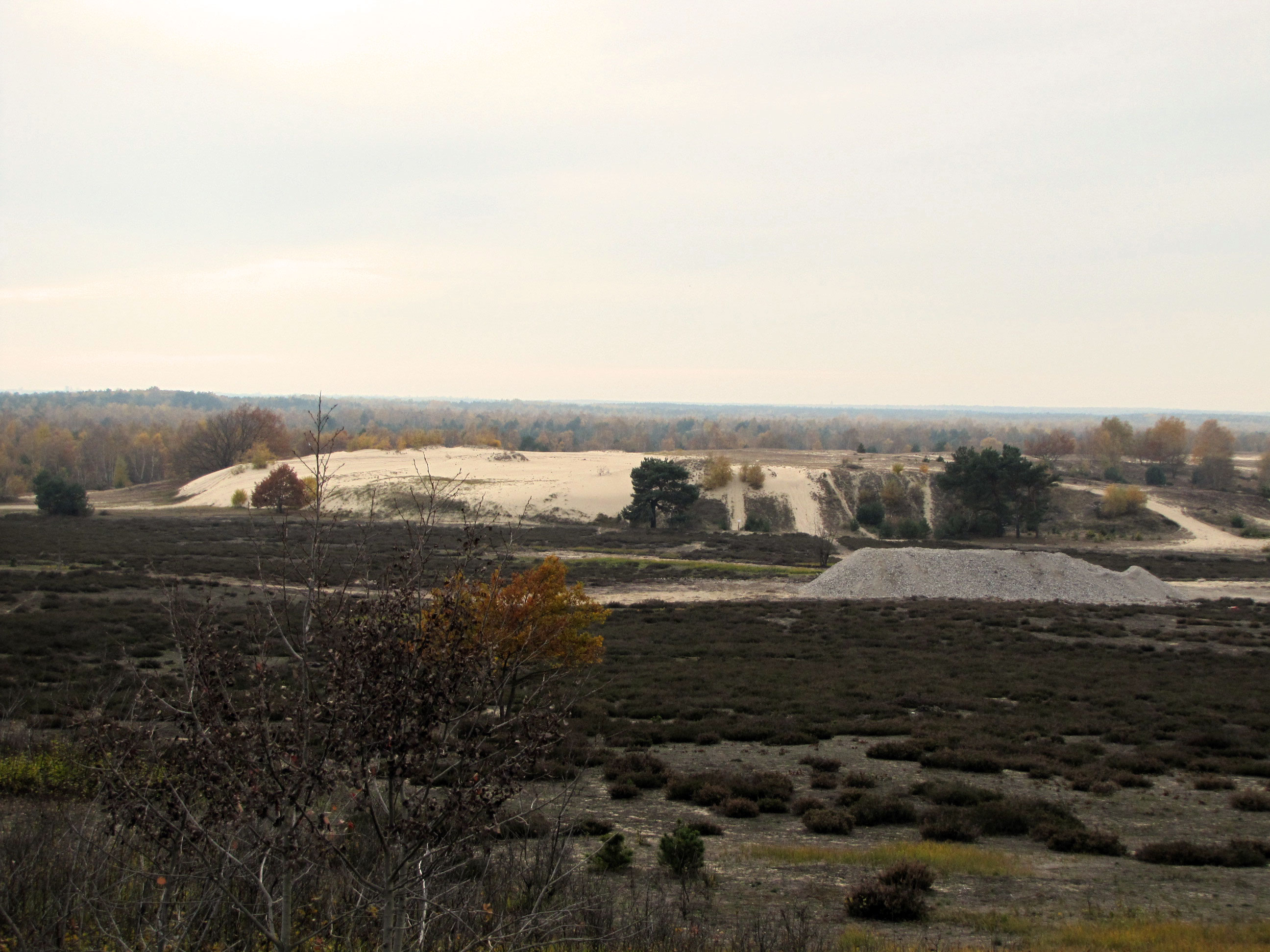
Wanderdüne im NSG Forst Zinna Jüterbog-Keilberg

Die südöstliche Ecke des Naturparks, das NSG Forst Zinna Jüterbog-Keilberg auf dem ehemaligen Truppenübungsplatz Jüterbog, ist ein in drei Zonen eingeteiltes Sperrgebiet mit ca. 7200 Hektar. Sie ist damit die größte zusammenhängende Fläche der Stiftung. Seit Jahren naturbelassen, hat sich hier ein seltenes Biotop entwickelt; über 600 verschiedene Arten Farn- und Blütenpflanzen konnten 2004 nachgewiesen werden. Daneben gibt es eine neun Hektar große Wanderdüne, eine bis vor wenigen Jahren noch aktive Flugsanddüne im deutschen Binnenland. Die Stiftung hat ein Wegenetz mit einer Gesamtlänge von 22 Kilometern von Pechüle nach Felgentreu und Frankenförde ausgewiesen. Ein weiterer Wanderweg führt auf 7,4 Kilometern auf einem Rundwanderweg zum Wurzelberg sowie auf einem kleineren, 5,5 Kilometer langen Rundkurs zur Düne. Die Stiftung hat auf dem Wanderweg neben mehreren Informationstafeln einen Wildnis-Gedanken-Gang eingerichtet, auf dem Zitate von Schriftstellern und Philosophen dazu anregen sollen, „den Blick schweifen und die Seele baumeln“ zu lassen. Im Sommer 2020 fanden Experten in einer Holzkäferfalle zwei Exemplare des Haarscheinrüsslers Mycterus curculioides. Bislang gab es in Brandenburg nur wenige alte Meldungen aus der Region um Luckenwalde, die aus dem Ende des 19. und Anfang des 20. Jahrhunderts stammten. Experten vermuten, dass es sich um eine Reliktpopulation handelt, die mehr als 100 Jahre auf dem seit dem 19. Jahrhundert durchgängig militärisch genutzten Gelände überlebt hat.

#### NSG Rauhes Luch
Das nur 42 ha große NSG Rauhes Luch ist ein für die Niederungsgebiete dieser Region seltenes Zwischenmoor, das durch die Verlandung eines Talkessels entstand. Die Löcher ehemaliger Torfstiche füllten sich mit Wasser und sind mit den Resten des Moores Lebensraum für Spezialisten wie den typischen Zwischenmoorpflanzen Fieberklee und Sumpfblutauge. Das NSG liegt zwischen Trebbin und Luckenwalde westlich der Nuthe und des Dorfs Liebätz und südlich von Märtensmühle.

#### Ehemals geplantes NSG Dobbrikower Wiesen und Weinberg

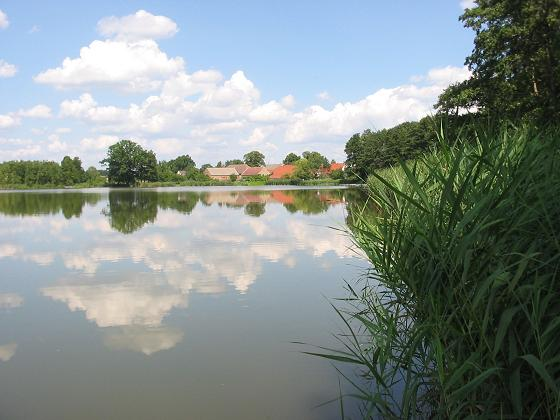
Bauernsee, Dobbrikow

Das mit geschätzten 50 ha ebenfalls sehr kleine geplante, aber nicht realisierte NSG liegt mit dem Weinberg südwestlich vom Dobbrikower Vordersee und zieht sich am Westufer des Bauernsee entlang durch die Nasse Heide Richtung Nettgendorf und verläuft dann östlich in die Dobbrikower Wiesen, die als Vogelbrutgebiet besonders geschützt sind. Während der 72 Meter hohe Berg als typisch märkische Ablagerung der wandernden Eiszeitgletscher auf seiner kargen Sandfläche und trockenem Boden wärmeliebende Pflanzen beheimatet, bieten ein kleiner Elsbruch der Schwarzerle und die Wiesen den unten beschriebenen feuchtigkeitsliebenden Spezialisten ihren bevorzugten Lebensraum. Das Unterschutzstellungsverfahren für die Dobbrikower Wiesen und Weinberg wurde am 27. November 2007 eingestellt.

### LSG Nuthetal-Beelitzer Sander
Neben den sechs Naturschutzgebieten liegt ein LSG, das Landschaftsschutzgebiet Nuthetal-Beelitzer Sander im Naturpark, das sich mit seiner Fläche von 41.682 ha (65 % der Parkgesamtfläche) zum Teil mit dem NSG Nuthe-Nieplitz Niederung überschneidet. Neben dessen Feuchtgebieten prägen vor allem die Kiefernwälder des kargen und trockenen Beelitzer Sander das Gesicht des LSG. Der so genannte Beelitzer Sander der westlichen Hochfläche Zauche hat die Form des Kegelsander und erreicht eine Breite von rund 17 Kilometern. Nach Norden bildet die langgestreckte Sanderwelle die topographische Schwelle zum tiefergelegenen Havelland.

## Gewässer

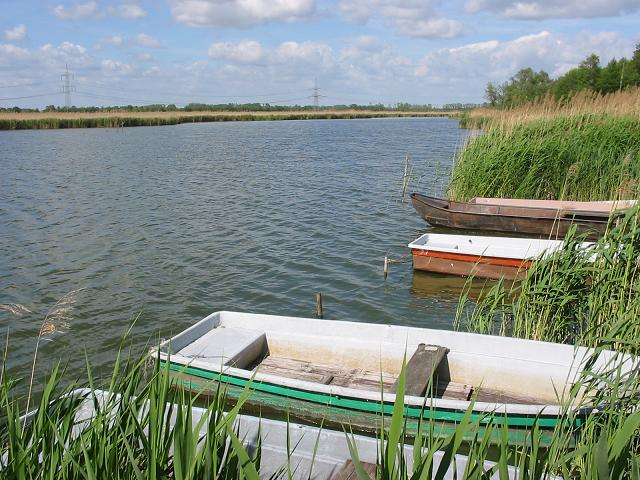
Schiaßer See, Durchfluss Nieplitz

### Nuthe und Nieplitz
Die namensgebenden Flüsse entspringen in den Quellgebieten des nördlichen Fläming. Die Jahrhunderte währenden Versuche, die Sümpfe der Niederung trockenzulegen, erfolgten über die Einrichtung von ausgedehnten Kanalsystemen und über die Regulierung der Flüsse, die damit Geschichte schrieben. Die Anstrengungen, das Land in den von Friedrich dem Großen verlangten nutzbaren Stand zu versetzen, sind ausführlicher im Beitrag Gröben beschrieben. Auf die Ökosysteme der Flüsse und Fließe gehen die Beiträge Stangenhagen und Pfefferfließ ein.

### Größere Seen und Neu-See-Land

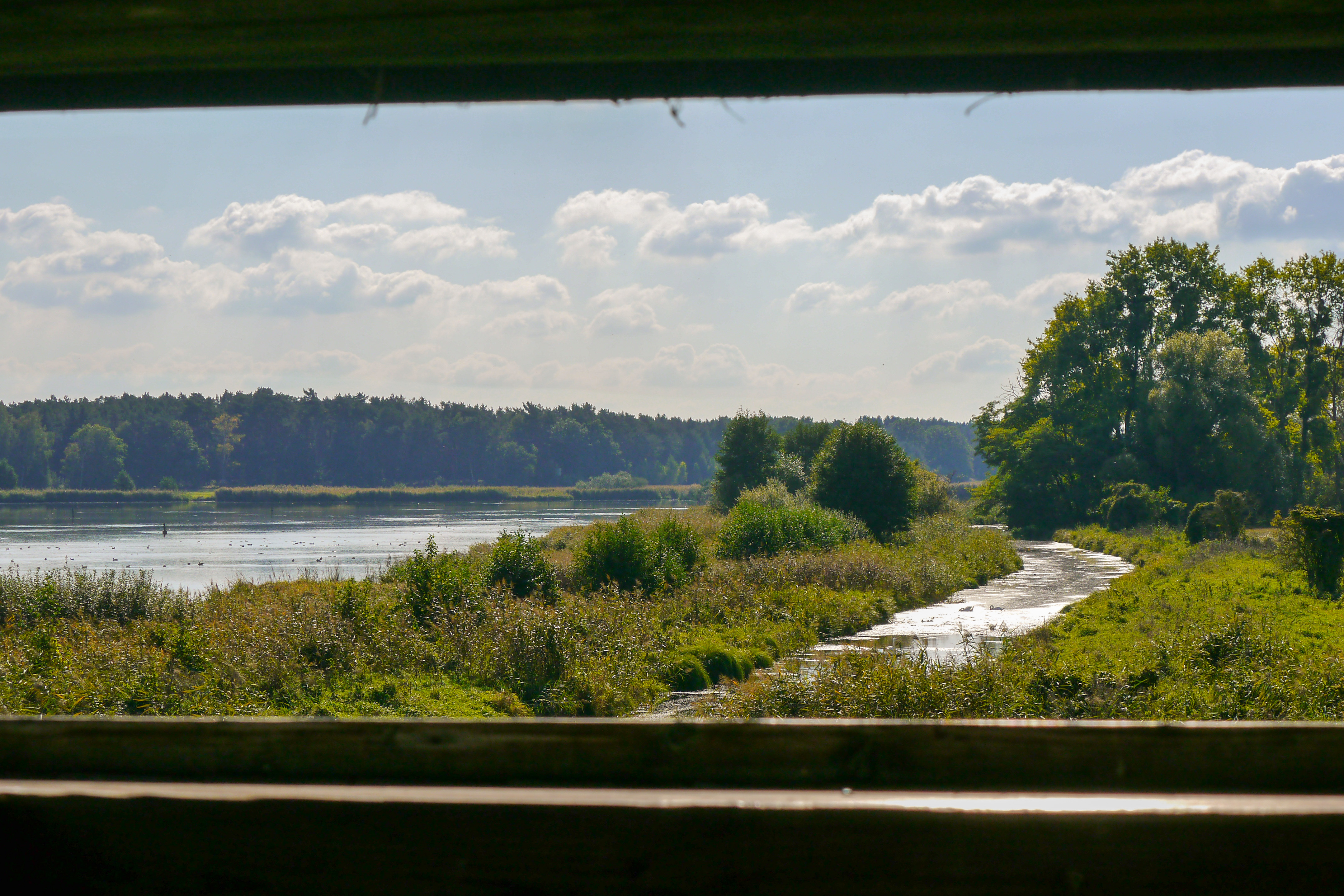
Schwanensee und Pfefferfließ, vom Beobachtungsturm in Richtung Süden

Naturbelassene Stillgewässer mit ausgedehnten Schilfgürteln: Riebener See, Blankensee, Grössinsee, Schiaßer See, Gröbener See. Diese Seen werden bis auf den Gröbener See von der Nieplitz durchflossen und verbunden.

Seen mit Bademöglichkeit: Großer Seddiner See, Siethener See, Dobbrikower Vordersee.
Daneben bilden sich seit den 1990er-Jahren neue kleinere Flachwasserseen, wie zum Beispiel der Schwanensee bei Stangenhagen, nahe dem Vogelbeobachtungsturm am Pfefferfließ gelegen. Die Neuseebildung beruht auf dem Abschalten der Schöpfwerke, die über Jahrzehnte die Moore und Feuchtgebiete zugunsten der Landwirtschaft trockenlegten. Nach dem Abschalten überflutete das Wasser sehr schnell Wiesen und Weiden.

## Tiere und Pflanzen im Park

### Seltenere und größere Vögel
- Kiebitz, Ortolan, Rotmilan, Schwarzmilan, Rohrweihe, Fischadler, Seeadler, Mäusebussard, Habicht, Sperber, Baumfalke, Turmfalke,
- Kranich (dessen Abbild das Logo des Parks ziert), Reiher, Weißstorch (jedes Dorf hat seinen Storch) und vereinzelt der in Brandenburg seltene Schwarzstorch.
- Im Herbst und Frühjahr Rastgebiet von ca. 45.000 durchziehenden Wildgänsen, insbesondere Waldsaatgänsen und, seltener, Blessgänsen.
- Wasser- und Watvögel wie Höckerschwan, Blesshuhn, Stockente und Kormoran.

### Säugetiere
Im Naturpark kommen unter anderem Damhirsch, Rotwild, Europäischer Mufflon und Wölfe vor. Außerdem lebt dort der einzige Elch, der sich in Deutschland niedergelassen hat.

### Seltenere Pflanzen
Der Naturpark ist reich an feuchtigkeitsliebenden Pflanzenarten wie Färberscharte, Schlangen-Knöterich, Sumpf-Schwertlilie und Wasser-Sumpfkresse. Neben Nelken, Heidekraut und vielen weiteren Blumen sind vereinzelt Orchideen, Schwanenblumen, Wald-Goldstern und Pestwurzen anzutreffen.

## Dörfer und Tourismus
Folgende Dörfer haben für die Ökologie, Geschichte oder Kultur des Naturparks besondere Bedeutung und werden hier kurz mit ihren interessantesten Aspekten vorgestellt; ausführliche Darstellungen enthalten die jeweiligen Dorfbeiträge.

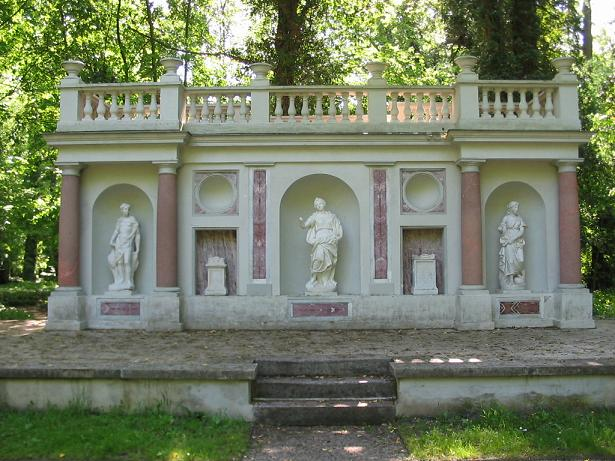
Schloss Blankensee, Park. Ganymed, Fides & Minerva

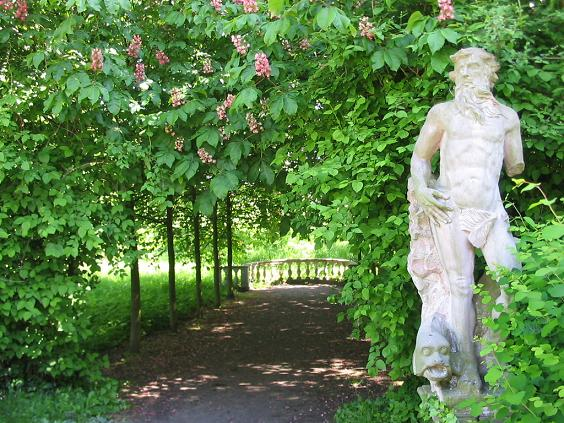
Schloss Blankensee, Park

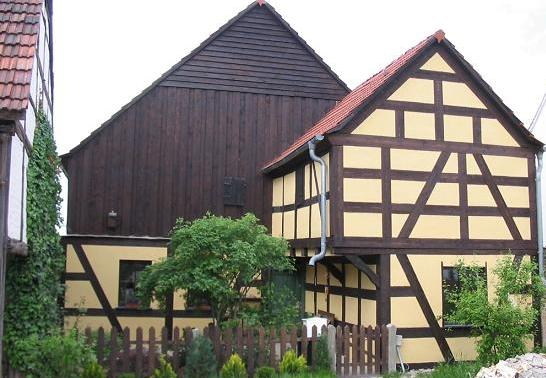
Spiekerhus in Kemnitz

### Blankensee – Ort, Schloss und See
Mitten im Herzen des Naturparks liegt das Dorf Blankensee mit dem gleichnamigen See. Der Ort hat ein kleineres Schloss mit einem herrlichen Park, der von mehreren Seitenarmen der Nieplitz durchflossen wird. Geschwungene Brücken, italienischer Garten, kleine Tempel und Statuen geben dem Schlosspark eine besondere Note. Das Schloss, eher ein Herrenhaus (Gebäude), gehörte einst dem Schriftsteller Hermann Sudermann. Erwähnenswert in Blankensee sind ferner die Imkerei gleich neben dem Schloss und das Bauernmuseum, das in einem 1649 erbauten märkischen Mittelflurhaus untergebracht ist.

### Stangenhagen – Mußpreußen und Renaturierung
Das Nachbardorf Stangenhagen ist in geschichtlicher Hinsicht erwähnenswert als ehemalige sächsische „Enklave“ mitten in Preußen (Mußpreußen) und den von Theodor Fontane geprägten Begriff des Thümenschen Winkels. Ökologisch spielt das zentral im Naturpark gelegene Dorf eine wichtige Rolle bei der Moorrückgewinnung am Pfefferfließ. Mit einer auf einen behutsamen Tourismus gerichteten lokalen Nachhaltigkeitsstrategie
(Stadtentwicklungsplanung) mit dem vorgesehenen Stangenhagener See und einem bereits angelegten Vogelbeobachtungsturm und einem Rundweg durch die Moorneubildung versucht das Dorf, den landwirtschaftlichen Nachteil der wieder überschwemmten Wiesen auszugleichen.

### Gröben – Kirchenbuch und Kietz
Das Dorf Gröben liegt am Nordrand des Naturparks rund sechs Kilometer von der Stadt Ludwigsfelde entfernt, zu der es heute als Ortsteil gehört. Gröben verfügt über das älteste erhaltene Kirchenbuch (1575) der Mark Brandenburg, das Theodor Fontane mehrfach eingesehen und in seinen Werken verarbeitet hat. Die „offene“ Kirche mit Grundmauern aus dem 12. Jahrhundert und reichen Wandmalereien und Deckenornamenten blickt auf eine wechselvolle Baugeschichte zurück. Der Gröbener Kietz ist einer der wenigen „echten“, ursprünglichen Kietze. Die intakte Kulturlandschaft des Naturparks am Zusammenfluss von Nuthe und Nieplitz direkt vor den Toren Berlins führte nach der Wiedervereinigung mit touristischen Angeboten zu einer neuen wirtschaftlichen Orientierung des Dorfes.

### Weitere Angebote und Sehenswürdigkeiten, regelmäßige Veranstaltungen
In verschiedenen Orten werden Kremserfahrten angeboten; es gibt eine Vielzahl an Reithöfen und Reitwegen; Wanderwege und Radwege sind in großer Zahl bestens ausgeschildert. Im Dorf Kemnitz der Gemeinde Nuthe-Urstromtal ist ein für diese märkische Region typisches so genanntes Nuthe-Nieplitz-Haus (früher auch Spiekerhus) erhalten und saniert, ein Bauerngehöft, dessen Haus vollständig aus Fachwerk besteht und dessen Speicher an den Giebel des Wohnhauses gestellt ist (siehe Bild).
Neben der einladenden Landschaft und Naturdenkmälern sind ferner hervorzuheben:
- Kloster Zinna (Zisterzienserkloster),
- Historische Stadtkerne von Jüterbog, Luckenwalde, Beelitz und Treuenbrietzen
- Beelitz-Heilstätten
- Spargelmuseum in Schlunkendorf
- Wildgehege Glauer Tal
- Beobachtungstürme Blankensee und Stangenhagen (Wasservögel, Rast Gänse und Kraniche)
- Naturschutzzentrum Stücken (mit Exkursionen, Tierbeobachtungen und Wanderungen)
- 2004 neu eingerichtet wurde der Fläming-Walk, eine Nordic-Walking-Strecke mit mehreren Rundkursen durch den Naturpark inklusive Anfängerroute zwischen Wittbrietzen, Rieben, Dobbrikow, Nettgendorf, Gottsdorf und Kemnitz.

Im Naturpark finden regelmäßige Veranstaltungen statt:
- Pfingstsonntag: Reiterfest in Salzbrunn
- April – Oktober: Blankenseer Musiksommer
- Juni: Spargelfest in Beelitz sowie Sabinchenfest in Treuenbrietzen
- Juli: Blasmusikfest in Stücken
- September: Museumsfest in Blankensee, Fontane-Fest in Gröben sowie NaturParkFest in Glau

Siehe auch: Nuthetal, Naturschutz, Tourismus in Brandenburg, Radrouten in Brandenburg

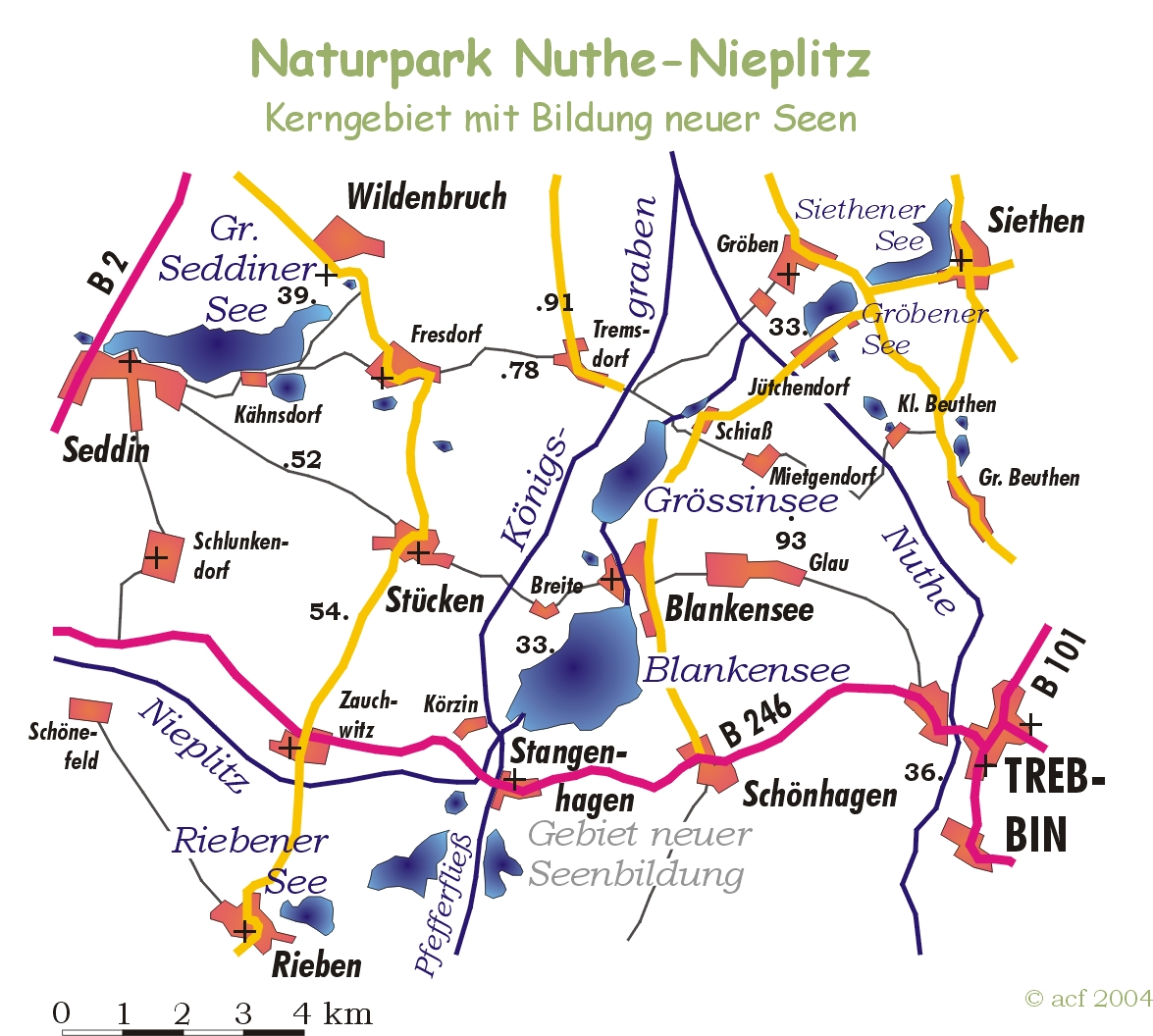
Karte „Naturpark Nuthe-Nieplitz“ Kerngebiet der Seen